# 格洛弗岩
格洛弗岩（英語：Glover Rocks），是南極洲的岩石，位於阿維安島西北面，處於阿德萊德島南端，由英國南極名稱諮詢委員會命名，現時由南極條約體系管理。